# Patricia Shaw
María Hortensia Shaw Navarro (Buenos Aires, 1931-ibídem, 28 de octubre de 2019), más conocida como Patricia Shaw, fue una actriz de cine, teatro y televisión, locutora, animadora y tarotista argentina.

## Carrera
Patricia Shaw se crio en una familia de abolengo, aunque debido a su condición de divorciada (en una época en que estaba prohibido para una mujer divorciarse) y a sus necesidades artísticas incursionó notablemente en la escena nacional argentina. Comenzó como locutora radial, pero se hizo conocida como actriz. Se inició en la década de oro del cine argentino junto a reconocidas figuras del ambiente artístico. Se inició cinematográficamente en 1961 con el film cómico Rebelde con causa junto a José Marrone; y se despidió con Vení conmigo en 1972, protagonizado por Susana Giménez, Alberto Martín y Víctor Laplace. Entre sus maquilladores predilectos tuvo al reconocido Bruno Boval.
Paralelamente a su carrera como actriz se inclinó seriamente al tarotismo.
Se lucía en varias entrevistas con su perro, de nombre Trotsky. Entre sus amigos famosos se encontraban Patricia Castell, Paco Jamandreu, Ana Casares y Sara Benítez.
En 2014, la Fundación SAGAI le entregó una estatuilla en reconocimiento a su trayectoria.
La actriz Patricia Shaw murió el lunes 28 de octubre de 2019 a los 88 años debido a complicaciones naturales de su salud.
Sus restos descansan en el Panteón de Actores del cementerio de La Chacarita.

## Filmografía
- 1972: Vení conmigo.
- 1965: La pérgola de las flores.
- 1965: Los hipócritas.
- 1961: Rebelde con causa.[6]

## Televisión
- 2011: El hombre de tu vida
- 2004: Los Roldán.
- 2001: Un cortado, historias de café.
- 1998: Chiquititas.
- 1994: Marco el candidato.
- 1991: Es tuya, Juan.
- 1986: Venganza de mujer.
- 1985/1986: Libertad condicionada.
- 1984: Séptimo grado... adiós a la escuela.
- 1983/1984: Señorita maestra.
- 1981: Quiero gritar tu nombre.
- 1970: Los parientes de la Galleguita.
- 1969: Nuestra galleguita.
- 1966: Galería Polyana.
- 1965: Teleteatro de las estrellas.[7]
- 1957: Conteste primero... la pregunta viene luego, con Carlos D'Agostino.

## Teatro
- 1965: La pérgola de las flores.[8]